# Mekarjaya (Arjasari)
Mekarjaya is een bestuurslaag in het regentschap Bandung van de provincie West-Java, Indonesië. Mekarjaya telt 5470 inwoners (volkstelling 2010).